# Entodon mackaviensis
Entodon mackaviensis är en bladmossart som beskrevs av C. Müller 1871. Entodon mackaviensis ingår i släktet Entodon och familjen Entodontaceae. Inga underarter finns listade i Catalogue of Life.